# Grupo multiplicativo
En matemáticas y teoría de grupos, el grupo multiplicativo hace referencia al grupo subyacente en multiplicación de elementos con inversa de un anillo, cuerpo u otra estructura algebraica en que a una de las operaciones se la refiere como multiplicación.

## Ejemplos
- El grupo multiplicativo de enteros módulo n es el grupo multiplicativo de {\displaystyle \mathbb {Z} /n\mathbb {Z} }. Cuando {\displaystyle n} no es primo, existen elementos distintos de cero que no tienen inversa.
- El grupo multiplicativo de los números reales positivos {\displaystyle \mathbb {R} ^{+}} es un grupo abeliano cuyo elemento neutro es 1. El logaritmo es un isomorfismo de este grupo al grupo aditivo de los números reales {\displaystyle \mathbb {R} }.
- El grupo multiplicativo de un cuerpo {\displaystyle \mathbb {K} } es el conjunto de los elementos no nulos: {\displaystyle \mathbb {K} ^{*}=\mathbb {K} -\{0\}}, con la operación de multiplicación.